# 罗格涅季诺区
罗格涅季诺区（俄语：Рогнединский район）是俄罗斯联邦布良斯克州下辖的一个区，其行政中心为罗格涅季诺。据2016年统计，该区的人口为6681人。